# Ferhat Arıcan
Ferhat Arıcan (ur. 28 lipca 1993 r.) – turecki gimnastyk, brązowy medalista mistrzostw Europy, brązowy medalista igrzysk europejskich, trzykrotny medalista igrzysk śródziemnomorskich, srebrny medalista igrzysk olimpijskich młodzieży, uczestnik igrzysk olimpijskich w Rio de Janeiro.

## Igrzyska olimpijskie
W 2016 roku podczas igrzysk olimpijskich w Rio de Janeiro wystąpił w sześciu konkurencjach. Nie udało się awansować do żadnego w finałów indywidualnych. W wieloboju zajął 41. miejsce, co było najlepszym jego wynikiem. Był drugim męskim gimnastykiem reprezentującym Turcję na igrzyskach olimpijskich w historii. Pierwszym był Aleko Mulos, który wystąpił w 1908 roku.
| Igrzyska | Miasto         | Konkurencja                 | Kwalifikacje | Kwalifikacje | Finał | Finał   |
| Igrzyska | Miasto         | Konkurencja                 | Wynik        | Pozycja      | Wynik | Pozycja |
| -------- | -------------- | --------------------------- | ------------ | ------------ | ----- | ------- |
| IO 2016  | Rio de Janeiro | Wielobój indywidualny       | 82,631       | 41.          | NQ    | NQ      |
| IO 2016  | Rio de Janeiro | Ćwiczenia wolne             | 13,133       | 63.          | NQ    | NQ      |
| IO 2016  | Rio de Janeiro | Ćwiczenia na koniu z łękami | 13,866       | 46.          | NQ    | NQ      |
| IO 2016  | Rio de Janeiro | Ćwiczenia na kółkach        | 13.733       | 53.          | NQ    | NQ      |
| IO 2016  | Rio de Janeiro | Ćwiczenia na poręczach      | 14,733       | 39.          | NQ    | NQ      |
| IO 2016  | Rio de Janeiro | Ćwiczenia na drążku         | 13,633       | 54.          | NQ    | NQ      |